# Leges Barbarorum
Leges Barbarorum (Barbarengesetze, sinngemäß Gesetze der Fremden oder Gesetze der Ungebildeten) sind ein nicht mehr beziehungsweise in der Forschung noch als Reminiszenz verwendeter Sammelbegriff für die germanischen Rechtsaufzeichnungen des frühen Mittelalters. Die Leges Barbarorum werden vor allem der Fränkischen Zeit (ca. 500 – 888 n. Chr.) zugeschrieben. Sie galten zwar auch später weiter, allerdings wurde das geltende Recht im Laufe des Hochmittelalters zunehmend umgestaltet. Nach Beginn der Rezeption des gelehrten römischen Rechts in Europa im 13. Jahrhundert prägten die humanistischen Juristen diesen Begriff in Abgrenzung zum nachklassischen Recht, einerseits wegen des – im Vergleich mit klassisch römischen Gesetzestexten – verderbten Lateins der leges barbarorum, andererseits um die „Primitivität“ der germanischen Rechtskultur gegenüber derjenigen des im Hochmittelalter wiederentdeckten und maßgeblich gewordenen Corpus iuris civilis Justinians I. zu verdeutlichen. 
Die Wahl des Wortes barbarisch war bewusst abfällig, denn die germanischen Stämme wurden als Zerstörer des römischen Reichs und der antiken Kultur angesehen.